# Khâm Tấn Tường
Khâm Tấn Tường (? - ?) là quan nhà Nguyễn và là một thủ lĩnh trong phong trào kháng Pháp ở nửa sau thế kỷ 19 tại Tây Ninh, Việt Nam.

## Tiểu sử
Không rõ thân thế của Khâm Tấn Tường. Chỉ biết khi triều đình nhà Nguyễn hạ lệnh bãi binh theo Hòa ước Nhâm Tuất (1862), lúc bấy giờ, ông đang là viên quan trấn nhậm ở phủ Tây Ninh (thuộc Gia Định). Không tuân lệnh ấy, ông rút quân về An Cơ (nay thuộc Châu Thành, Tây Ninh) lập căn cứ kháng chiến.
Căn cứ An Cơ nằm trên khu đất cao, mặt trước có bờ thành cao với lũy tre dày kiên cố; dưới thành là rạch Sóc Om (còn gọi là rạch Vịnh) tạo thành hào thiên nhiên bao quanh. Tại đây, nghĩa quân dưới sự chỉ huy của Khâm Tấn Tường, đã dùng chiến thuật "bẫy gỗ" và cung tên "hỏa hổ", đẩy lui nhiều cuộc tấn công của quân Pháp.
Sau đó, để triệt hạ căn cứ, thực dân Pháp cử viên sĩ quan tên là Larcleauze  dốc toàn lực bao vây, đánh phá, có cộng sự là người Việt chỉ lối. Khâm Tấn Tường cùng nghĩa quân chiến đấu kiên cường. Cuối cùng, ông tuẫn tiết , căn cứ An Cơ tan vỡ.